# Roberto Meloni (cantante)
Roberto Agostino Meloni (Ozieri, 6 dicembre 1977) è un cantante e showman italiano.

## Biografia
Ultimo di quattro figli  (nato dopo tre femmine), si è diplomato ragioniere a Ozieri; appena presa la maturità si è iscritto alla Facoltà di Lingue e Letterature straniere presso l'Università degli Studi di Sassari, laureandosi col massimo dei voti a 23 anni. Subito dopo ha vinto una borsa di studio con il programma Socrates a Riga, in Lettonia, da dove è iniziata la sua carriera.
Il 3 giugno 2019 ha ricevuto a Riga, dalle mani dell'ambasciatore italiano, l’onorificenza a Cavaliere dell'Ordine della Stella d'Italia conferitagli dal Presidente Mattarella.

## Carriera
La sua prima esibizione canora risale all'età di quattro anni. In seguito ha preso parte a numerosi eventi e concorsi come Una Voce per Sanremo nel 1995. La notorietà, però, arriva in Lettonia, quando prese parte nel febbraio 2004 al talent show musicale Talantu Fabrika, la versione lettone di American Idol, raggiungendo la finale. Fu l'unico straniero a prendere parte ad un reality nel paese baltico.
A programma ultimato, nel maggio 2004 ha formato con l'artista lettone Elizabete Zagorska il duo Elizabet e Roberto con cui nel marzo 2008 ha pubblicato il primo CD dal titolo Viva el amor.
Nel febbraio 2007 ha partecipato alla seconda stagione della versione lettone di Ballando con le stelle, Dejo ar zvaigzni!, in coppia con la campionessa di ballo Laura Kosite. In contemporanea è uno dei conduttori del programma televisivo Nakts Sarrunas.
Nello stesso anno ha partecipato per la prima volta all'Eurovision Song Contest con il gruppo di tenori Bonaparti.lv rappresentando la Lettonia con la canzone in italiano Questa notte, classificandosi 16º in finale. L'anno seguente con un nuovo gruppo, Pirates of the Sea, calca di nuovo il palco dell'ESC tenutosi a Belgrado. Con il brano Wolves of the Sea arrivano al dodicesimo posto in finale ma entreranno nelle classifiche di molti Paesi europei esibendosi quindi in Bielorussia, Lituania e Svezia. 
Il successo del brano porta Raffaella Carrà ad ospitarli a Carràmba che fortuna!. Nello stesso anno Meloni ha condotto il programma televisivo Sapni Piepildas.
In Lettonia ha svolto attività di doppiaggio e preso parte a numerosi musical tra i quali West Side Story, Les Miserables e Robinson Crusoe. A partire da maggio 2009 è uno dei protagonisti della commedia teatrale Kailie Briezi (versione lettone di Ladies' Night), di cui interpreterà anche la versione russa Orli Striptiza. Questo successo estero, nel 2010, è raccontato in un libro della Feltrinelli di Federico Taddia Fuori Luogo, Come inventarsi Italiani nel Mondo, insieme ad altre storie di emigrati.
Nel 2013 ha preso parte a Lietuvos balsas, versione lituana di The Voice. Mentre nel 2015 ha condotto su Riga24TV il cooking show La Dolce Vita, cucinando con personaggi famosi. Riappare nella tv italiana prima in una punta del programma di Rai 3 Geo, poi nel 2018 partecipando come concorrente alla settima edizione di Pechino Express su Rai2 in coppia con l'astrologo Simon & the Stars, formando la coppia de Gli Alieni, eliminati nella settima puntata.

## Videoclip
- Il Ballo del Lettone (da Ardara a Stintino) (2005)
- Viva El Amor (2006) con Elizabete Zagorska
- Love is a Tango (2011)
- I Love You Lady (2011)
- Paslepes (2012) con Jenny May

## Cinema
- Madagascar 3 - Ricercati in Europa (2012) - doppiatore lettone del Leone marino Stefano.
- Sing (2016) - doppiatore lettone del maiale Gunther.

## Televisione
- Pechino Express 7 - Avventura in Africa (Rai 2, 2018) - concorrente